# Чурчхела
Чурчхела (на грузински: ჩურჩხელა) е кавказко традиционно сладкарско изделие от ядки, нанизани на дълги низове и гъсто покрити с плодов сироп. Представлява мека и еластична маса, подобна на тънък колбас, дълга около 30 cm, обвиваща нанизани на конец ядки. Външната част се прави от гроздов сок, сгъстен с брашно, и много по-рядко – от сок от нар. В Грузия се приема като традиционно национално ястие. През септември 2011 г. продуктът заедно с чача, хачапури, сулгуни и гроздовата водка е вписан като наименование за произход в Патентното ведомство на Грузия.
В България се нарича балсуджук,счита се за традиционно ястие/сладкиш и се приготвя по същата рецепта  от сгъстена гроздова мъст, нишесте и орехови ядки.

## История
Историята на приготвяне на чурчхела се крие в далечни времена и съществува още по времето на Давид IV Строителя. Грузинските войни, участващи в дълги и изморителни походи, носят със себе си дълготрайни хранителни продукти, тъй като не е ясно кога ще могат да попълнят запасите си. Чурчхела е именно такъв продукт – малък и затова удобен за носене и с висока калоричност. Не се разваля с времето, само става малко по-твърд, а гроздовият сок, от който се вари, и ядките вътре съдържат почти пълен набор от витамини.

## Приготвяне
Чурчхела не се поднася по всяко време, а само около Нова година. Тя е едно от задължителните блюда на новогодишната грузинска трапеза и присъства във всеки дом заедно със сациви, хачапури и пхали. При всички варианти приготвянето ѝ става на 4 етапа.
- Първи етап – Чистият, концентриран гроздов сок за чурчхела (татара) се приготвя през есента, веднага след гроздобера. Пресният сок се вари около час, за да се концентрира, затваря се в буркани и се стерилизира, като не се добавя нито вода, нито захар. Най-добрата чурчхела – с ярък, тъмно малинов цвят и леко кисел вкус се получава от червеното грозде. Прави се и от бяло грозде, но тогава вкусът става сладък като мед.[1]

- Втори етап – Плънката може да бъде направена от различни ядки, но най-често се използват обикновен или гръцки орех. Понякога се прави и от фъстъци, бадеми, стафиди, лешници и т.н. Изчистените от костилки ядки се препичат съвсем леко за 3 – 4 минути в тиган. Не се запържват, защото горчивината, която съдържат, ще премине в гроздовата обвивка и ще влоши качеството на продукта. Така приготвените ядки се нанизват на конец с помощта на игла, като между всеки две се оставя по около сантиметър разстояние. Необходимата дължина на наниза е между 20 и 30 cm. В единия край се оставя празен конец, дълъг около 5 cm за връзване и закачане.[1]

- Трети етап – Преминава се към приготвянето на гроздовия сок, примесен с брашно. За сгъстяването на 1 л сок е необходима около половин чаша брашно. Сокът се вари. Част от него се отлива, смесва се внимателно с брашното и също се вари на много слаб огън. И двете части се нагряват до точката на кипене, но без да кипнат. Течността с брашното се добавя на тънка струя към врящия, чист сок при непрекъснато бъркане. Вари се до получаване на консистенция от гъсто желе и се изчаква температурата на сместа да се понижи до около 45 – 50 °С.[1] Друг начин на приготвяне е чрез добавяне на захар и брашно към гроздовата каша, която се вари в метален съд в продължение на 2 – 3 часа, докато остане 1/4 от началния обем.[4][5]

- Четвърти етап – Готовите нанизи с ядки се потапят в гроздовата смес, така че всички да бъдат добре покрити. Закачат се да поизсъхнат и процедурата се повтаря няколко пъти, докато ядките не се покрият със слой с дебелина около 1,5 – 2 cm. Готовите нанизи се закачат да се сушат на слънце, докато консистенцията на изделието започне да наподобява тази на еластична и мека гума, а повърхността му спре да лепне по ръцете. Процесът продължава около 2 – 3 седмици.[1][4][6] След като са напълно готови, може да се приберат в кутии, подреждат се на редове, като между всеки от тях се поставя пергаментова или восъчна хартия.[6] Друг вариант е да се увият в ленени кърпи и да се оставят да отлежат.[5] След 2 – 3 месеца изделието придобива окончателния си вкус.[6] Ако за приготвянето е използвана и захар, при готовност, чурчхела трябва да е покрита с тънък бял захарен налеп, признак на правилна технология.[5][7]

## Разновидности
Съществуват много разновидности на чурчхела, характерни за кавказките народи. Изделието е традиционно грузинско, характерно за областите Имеретия, Гурия, Рача-Лечхуми, Мегрелия-Горна Сванетия и Абхазия. Във всяка от тези области чурчхела има свой, характерен вкус и различен външен вид. Но във всички случаи четирите етапа на приготвяне се изпълняват стриктно.
Освен в Грузия чурчхела се приготвя в Армения, където се нарича քաղցր սուջուխ (сладък суджук), в Гърция – σουτζούκι, в Кипър – σουτζιούκκος, Турция – pestil cevizli sucuk (орехов съджук), Азербайджан и други. В Кипър като пълнеж се ползват бадеми. Изделието е известно под различни наименования в различните държави.

## Състав и полезни свойства
Чурчхела е много питателна храна и бързо утолява глада, тъй като калоричността ѝ е висока – 410 kcal/100 g. Съдържа голямо количество фруктоза и глюкоза – средно от 30 до 50% от общата маса. Богата е на растителни мазнини, органични киселини и всички важни витамини.